# Società Sportiva Ternana 1947-1948
Questa voce raccoglie le informazioni riguardanti la Società Sportiva Ternana nelle competizioni ufficiali della stagione 1947-1948.

## Rosa
| N. |                   | Ruolo | Calciatore            |
| -- | ----------------- | ----- | --------------------- |
|    | Italia (bandiera) | C     | Ancillotto Ancillotti |
|    | Italia (bandiera) | C     | Loris Bravetti        |
|    | Italia (bandiera) | C     | Lucio Cardillo        |
|    | Italia (bandiera) | A     | Franco Cardinali      |
|    | Italia (bandiera) | P     | Rosolino De Angelis   |
|    | Italia (bandiera) | D     | Rocco Di Cintio       |
|    | Italia (bandiera) | A     | Elvezio D'Orazi       |
|    | Italia (bandiera) | D     | Evaristo Ferioli      |
|    | Italia (bandiera) | C     | Benedetto Gisci       |
|    | Italia (bandiera) | C     | Michele Guainazzi     |

| N. |                   | Ruolo | Calciatore       |
| -- | ----------------- | ----- | ---------------- |
|    | Italia (bandiera) | A     | Dante Larena     |
|    | Italia (bandiera) | A     | Pietro Leone     |
|    | Italia (bandiera) | D     | Romolo Lestini   |
|    | Italia (bandiera) | C     | Claudio Matteini |
|    | Italia (bandiera) | C     | Franco Moretti   |
|    | Italia (bandiera) | A     | Armando Mozzetta |
|    | Italia (bandiera) | P     | Mariano Pazzi    |
|    | Italia (bandiera) | C     | Orlando Strinati |
|    | Italia (bandiera) | A     | Ferrero Tossio   |

## Risultati

### Campionato

#### Girone di andata
| 28 settembre 1947 1ª giornata | Pisa | 3 – 0 | Ternana |  |

| 21 settembre 1947 2ª giornata | Ternana | 2 – 1 | Torrese |  |

| 28 settembre 1947 3ª giornata | Empoli | 4 – 2 | Ternana |  |

| 5 ottobre 1947 4ª giornata | Ternana | 2 – 3 | Arsenaltaranto |  |

| 12 ottobre 1947 5ª giornata | Siracusa | 2 – 0 | Ternana |  |

| 19 ottobre 1947 6ª giornata | Palermo | 8 – 0 | Ternana |  |

| 26 ottobre 1947 7ª giornata | Ternana | 1 – 0 | Perugia |  |

| 2 novembre 1947 8ª giornata | Gubbio | 1 – 0 | Ternana |  |

| 16 novembre 1947 9ª giornata | Ternana | 0 – 0 | Brindisi |  |

| 23 novembre 1947 10ª giornata | Pescara | 3 – 2 | Ternana |  |

| 30 novembre 1947 11ª giornata | Ternana | 4 – 1 | Anconitana |  |

| 7 dicembre 1947 12ª giornata | Ternana | 0 – 0 | Siena |  |

| 21 dicembre 1947 13ª giornata | Lecce | 1 – 0 | Ternana |  |

| 28 dicembre 1947 14ª giornata | Ternana | 0 – 0 | Cosenza |  |

| 4 gennaio 1948 15ª giornata | Ternana | 1 – 0 | Scafatese |  |

| 11 gennaio 1948 16ª giornata | Rieti | 3 – 3 | Ternana |  |

| 18 gennaio 1948 17ª giornata | Nocerina | 2 – 4 | Ternana |  |

#### Girone di ritorno
| 15 febbraio 1948 18ª giornata | Ternana | 3 – 3 | Pisa |  |

| 22 febbraio 1948 19ª giornata | Torrese | 1 – 1 | Ternana |  |

| 29 febbraio 1948 20ª giornata | Ternana | 4 – 3 | Empoli |  |

| 7 marzo 1948 21ª giornata | Arsenaltaranto | 4 – 1 | Ternana |  |

| 14 marzo 1948 22ª giornata | Ternana | 1 – 1 | Siracusa |  |

| 21 marzo 1948 23ª giornata | Ternana | 1 – 0 | Palermo |  |

| 28 marzo 1948 24ª giornata | Perugia | 2 – 1 | Ternana |  |

| 11 aprile 1948 25ª giornata | Ternana | 4 – 0 | Gubbio |  |

| 17 aprile 1948 26ª giornata | Brindisi | 0 – 0 | Ternana |  |

| 25 aprile 1948 27ª giornata | Ternana | 2 – 1 | Pescara |  |

| 2 maggio 1948 28ª giornata | Anconitana | 4 – 1 | Ternana |  |

| 9 maggio 1948 29ª giornata | Siena | 5 – 2 | Ternana |  |

| 23 maggio 1948 30ª giornata | Ternana | 2 – 3 | Lecce |  |

| 30 maggio 1948 31ª giornata | Cosenza | 1 – 0 | Ternana |  |

| 6 giugno 1948 32ª giornata | Scafatese | 2 – 2 | Ternana |  |

| 13 giugno 1948 33ª giornata | Ternana | 5 – 0 | Rieti |  |

| 20 giugno 1948 34ª giornata | Ternana | 3 – 1 | Nocerina |  |

## Statistiche

### Statistiche di squadra
| Competizione | Punti | In casa | In casa | In casa | In casa | In casa | In casa | In trasferta | In trasferta | In trasferta | In trasferta | In trasferta | In trasferta | Totale | Totale | Totale | Totale | Totale | Totale | DR |
| Competizione | Punti | G       | V       | N       | P       | Gf      | Gs      | G            | V            | N            | P            | Gf           | Gs           | G      | V      | N      | P      | Gf     | Gs     | DR |
| ------------ | ----- | ------- | ------- | ------- | ------- | ------- | ------- | ------------ | ------------ | ------------ | ------------ | ------------ | ------------ | ------ | ------ | ------ | ------ | ------ | ------ | -- |
| Serie B      | 31    | 17      | 10      | 5       | 2       | 35      | 17      | 17           | 1            | 4            | 12           | 19           | 46           | 34     | 11     | 9      | 14     | 54     | 63     | -9 |

### Statistiche dei giocatori
| Giocatore     | Serie B  | Serie B |
| Giocatore     | Presenze | Reti    |
| ------------- | -------- | ------- |
| A. Ancillotti | 5        | 1       |
| L. Bravetti   | 1        | 0       |
| L. Cardillo   | 7        | 0       |
| F. Cardinali  | 34       | 12      |
| R. De Angelis | 9        | -23     |
| R. Di Cintio  | 14       | 0       |
| E. D'Orazi    | 33       | 6       |
| E. Ferioli    | 22       | 0       |
| B. Gisci      | 21       | 1       |
| M. Guainazzi  | 27       | 0       |
| D. Larena     | 4        | 0       |
| P. Leone      | 1        | 0       |
| R. Lestini    | 33       | 0       |
| C. Matteini   | 18       | 1       |
| F. Moretti    | 30       | 9       |
| A. Mozzetta   | 33       | 7       |
| M. Pazzi      | 25       | -39     |
| O. Strinati   | 13       | 0       |
| F. Tossio     | 33       | 17      |